# ティエスト
ティエスト（Tiësto、オランダ語発音: [ˈcɛstoː]、1969年1月17日 - ）は、オランダの音楽プロデューサー、トラックメイカー、作曲家、編曲家の音楽アーティスト兼DJ、リミキサー。本名はTijs Michiel Verwest（タイズ・ミヒール・ビェルウェスト）。2002年から3年連続でイギリスのDJ誌DJ Magazineの読者投票で“世界でNo.1のDJ”に選ばれた。

## 来歴

ロゴ

ベルギー国境にも近いオランダ南西部のブレダに生まれたティエストは、トランスおよびエレクトロニカのダンスシーンで、世界で最も有名なDJの1人とされる。彼の名前の由来は姓名"Tijs"（タイズ）の"Ti"と下の名前"Verwest"（ビェルウェスト）の"est"を組み合わせて"ティエスト"とイタリア語の発音っぽくしたことからきている。
1997年に自身のレーベルBlack Hole Recordingsを立ち上げ、ミックスコンピレーションアルバム“Magik”と“In Search of Sunrise”をリリースする。その後、1999年にフェリー・コーステンと共にグリエラ (Gouryella) を結成して大成功を収めた。2000年にサラ・マクラクランがフィーチャされたデレリアム “Silence”のリミックス (DJ Tiesto In Search Of Sunrise Remix) は全英チャートでも最高3位にランクインして、ティエストにとってトップDJとして認知されたブレイクスルーの作品となった。2001年にはジャン・ジョンストン、カースティ・ホークショウらをボーカルとして迎えた彼自身の初となるアーティストアルバム“In My Memory”をリリース。
2004年にアルバム“Just Be”をリリースした後、夏季アテネオリンピックのオープニングセレモニーでの選手入場の際、史上初めてDJとしてパフォーマンスを披露した。2006年にはエイズの感染爆発を防ぐのを助けるため、“Start Dancing, Stop Aids”をスローガンとして掲げるDance4Life foundationの国際大使に任命され、Maxi Jazzとコラボし“Dance4Life”をリリースした。その他の慈善活動ではインド洋大津波に関するチャリティー活動も行っている。2007年にはアルバム“Elements Of Life”を発表し、自国でアルバムチャート1位になっただけでなく、米国のBillboard Top Electronic Albumsに選ばれ、2008年のグラミー賞にノミネートされた。
2007年から自らパーソナリティを務める番組Club Lifeがオランダのラジオ局Radio 538から毎週金曜日の深夜（現地時間 日本時間は土曜日早朝）に発信されている。2009年、“Elements Of Life”から2年ぶりのアルバム“Kaleidoscope”をリリースした。
2020年9月にリリースしたシングル"The Business"が世界的ヒットし、4カ国でプラチナ認定、6カ国でゴールド認定を果たし、8カ国で公式シングルチャートのTop 10に入り、31カ国でSpotifyのTop 50にランクインした。さらに同年11月にはBillbordのグローバルランキングで1位を獲得している。
今まで日本へは数多くツアーを行っている。2000年1月に初来日を果し、ヴェルファーレと大阪アンダーラウンジでプレイ。2001年8月にavex rave 2001のイベント（東京国際展示場）でフェリー・コーステンらと競演。2004年3月に横浜ベイホール、2006年3月と2008年4月にageHaでプレイ。2016年9月と2017年9月にはウルトラ・ジャパン(Ultra Japan)に2年連続でヘッドライナーとしてプレイした。

## ディスコグラフィ
CD
アルバム
- 2001: In My Memory
- 2004: Parade of the Athletes
- 2004: Just Be
- 2007: Elements of Life
- 2009: Kaleidoscope
- 2014:  A Town Called Paradise
- 2019: Together
- 2023: DRIVE

Mix アルバム
- 2006: Just Be: Remixed
- 2008: Elements of Life: Remixed
- 2011: Club Life: Volume One Las Vegas
- 2012: Club Life: Volume Two Miami
- 2013: Club Life: Volume Three Stockholm
- 2015: Club Life: Volume Four New York City
- 2017: Club Life: Volume Five China
- 2020: The London Sessions

DVD
- 2003: Another Day at the Office
- 2003: Tiësto in Concert
- 2004: Tiësto in Concert 2
- 2008: Copenhagen: Elements of Life World Tour